# Amelia Bauerle
Amalie Mathilde Bauerle (Londen, 12 november 1873 - 4 maart 1916), beter bekend als Amelia Bauerle, was een Brits kunstschilder, illustrator en etser. Ze gebruikte ook de naam Amelia Matilda Bowerley.

## Biografie
Bauerle werd in 1873 geboren in Bayswater, een Londense woonwijk in de City of Westminster als dochter van de Duitse kunstschilder Karl Wilhelm Bauerle. Ze studeerde aan het Royal College of Art in South Kensington en de Slade School of Fine Art voordat ze door Italië en Duitsland reisde. Ze exposeerde schilderijen aan de Royal Academy of Arts van 1897 tot aan haar dood, en exposeerde ook in Parijs en de Verenigde Staten. Ze droeg illustraties in een typische art nouveau-stijl bij aan The Yellow Book.
Bij de volkstelling van 1911 woonde ze in een pension in Langhorne Gardens, Folkestone. Haar beroep was artiest en ze was vrijgezel.
Twee van haar etsen, A Song of the Sea en Fauns werden opgenomen in het boek Women Painters of the World uit 1905.

## Werken (selectie)

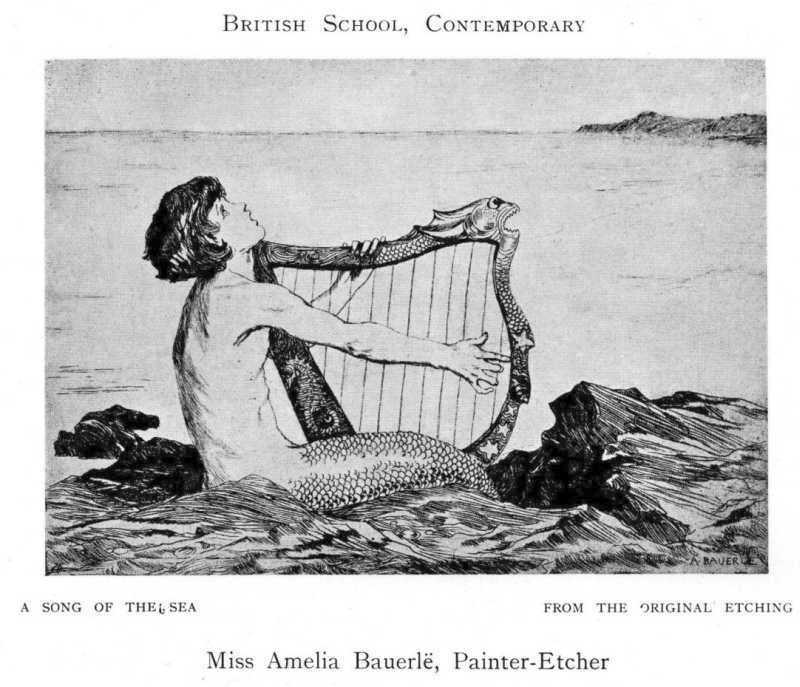
A Song of the Sea
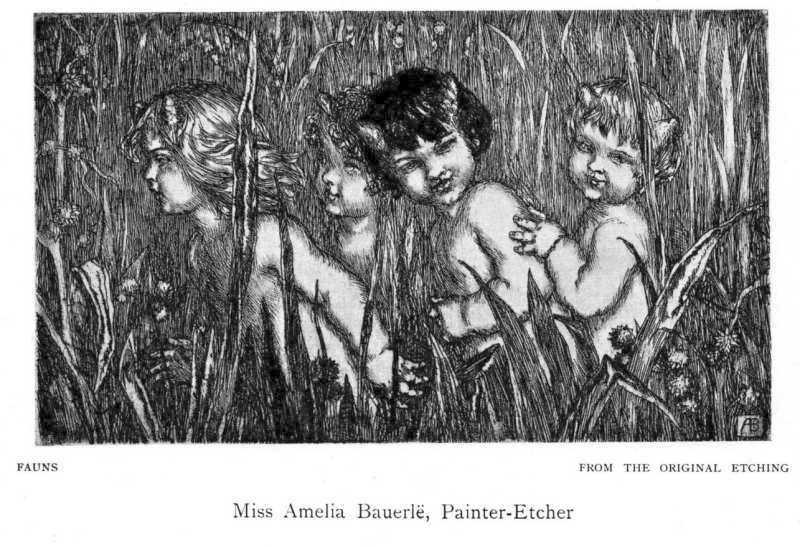
Fauns
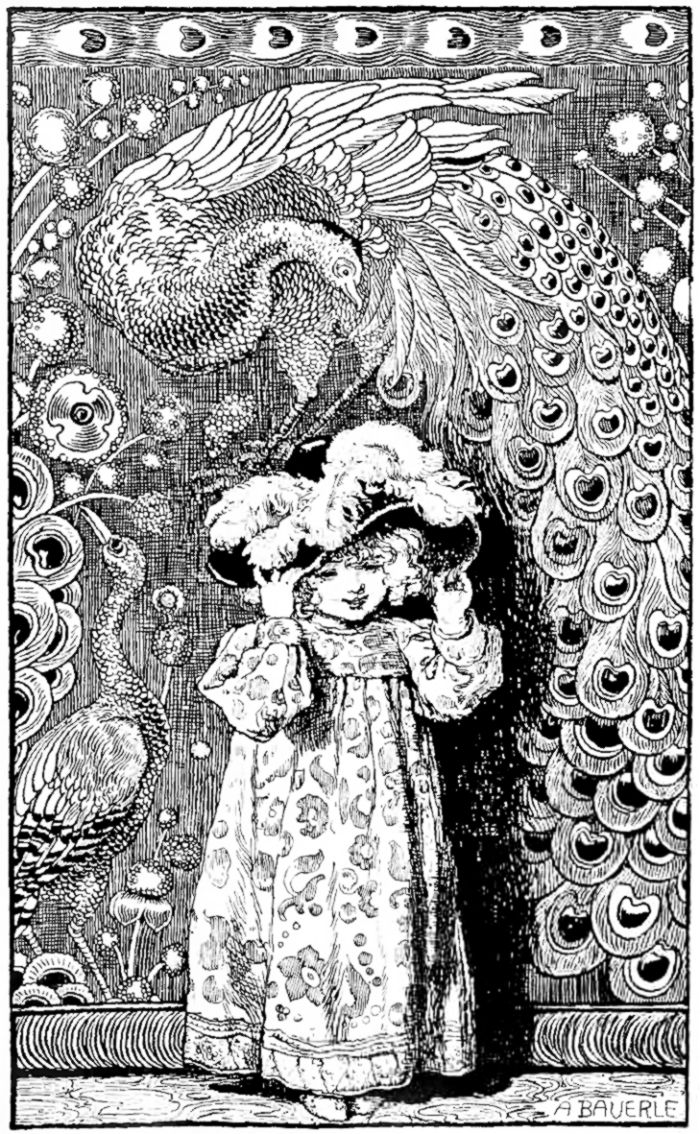
Fine Feathers make Fine Birds, The Yellow Book, april 1897
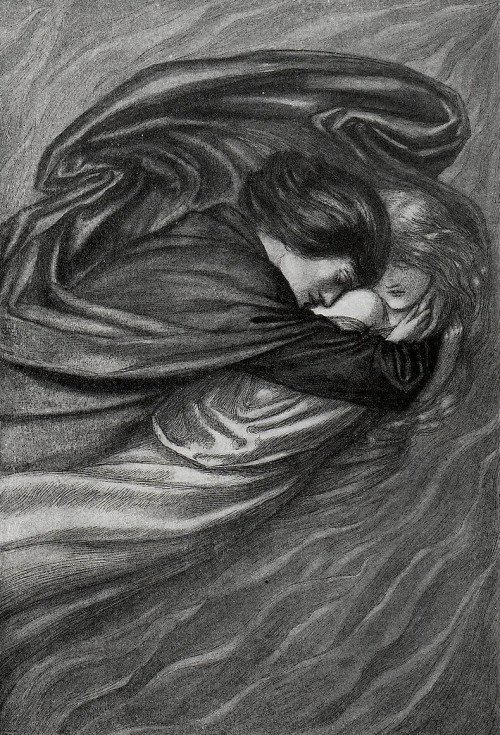
Paolo and Francesca, 1902
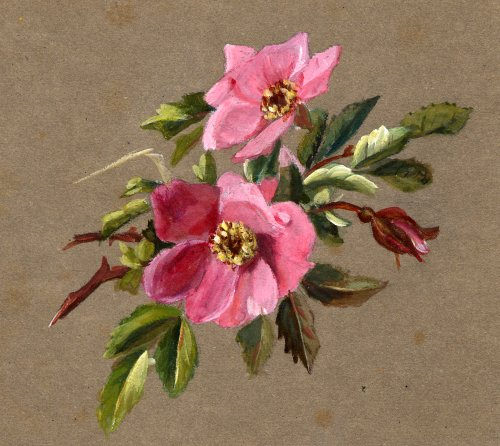
Flower Study, ca.1910

- Gemeinsame Normdatei: 1269966952
- International Standard Name Identifier: 0000 0004 5286 3887
- Library of Congress Control Number: no2015109899
- Nationale bibliotheek van Australië: 69349194
- RKD-Nederlands Instituut voor Kunstgeschiedenis: 5124
- Union List of Artist Names: 500730260
- Virtual International Authority File: 317285133
- WorldCat: E39PBJwmWQ83drHTgRCPXkPG73